# 守夜人：長夜
《守夜人：長夜》是由玻璃心工作室開發，Neon Doctrine（原名Another Indie）發行的類銀河戰士惡魔城遊戲，於2020年10月15日登陸Steam及任天堂Switch。2023年7月27日因為發行商自我審查，遊戲曾在各平台下架。

## 遊戲系統
《守夜人：長夜》是一款橫向捲軸動作遊戲，採用類銀河戰士惡魔城遊戲的遊玩方式。故事發生在一個只有黑夜的世界，玩家扮演守夜人蕾拉，蕾拉在妹妹黛西生日之際回到家鄉梅耶鎮，發現妹妹失蹤，於是以梅耶鎮為據點四處打探黛西的消息，期間與各種怪物戰鬥。蕾拉可以使用使用劍、斧、雙刀和弓四種武器，角色升級後並不會直接變強，而是獲得一定技能點，技能點能用於提升四種武器的傷害和習得對應武器的技能。擊敗頭目能獲得二段跳、遠跳等技能，運用新技能玩家可以探索之前無法前進的場景。遊戲有體力值設定，角色衝刺翻滾和使用武器都會耗費體力值，體力值過低時會進入疲勞的負面狀態。關卡中有大量存檔點，玩家還能使用道具建立臨時存檔點，同時可以通過地圖在存檔點之間快速移動，角色死亡沒有懲罰，會直接回到最近的存檔。遊戲使用任務推進劇情，玩家通過角色之間的對話和探索中發現的各類文書了解故事背景，除了主線劇情，遊戲還有許多支線任務，遊戲真結局需要完成多條支線任務才能進入。

## 開發
製作人林立原本在中國大陸從事電影行業，負責角色和場景的概念設計。2016年林立萌生創作遊戲的念頭，於是回到台灣建立「玻璃心工作室」。林立在批踢踢結識了有十年開發經驗的遊戲程式設計師林永祥，兩人在數次面談後決定一起開發遊戲。專案原定為「類似愛麗絲夢遊仙境的日式繪本風」，林立圍繞主題創作的概念藝術被林永祥批評「很像是學生作品」，所以半年後林立決定推倒重來，以中國傳統的打更人為靈感設計出女主角，題材改為黑暗哥德風格，還加入克蘇魯神話元素。遊戲的戰鬥系統則參考了恶魔城系列、洛克人系列和銀河戰士系列等橫向捲軸動作遊戲進行設計。
遊戲美術由林立負責，林永祥負責程序，兩人用了一年時間完成遊戲，該版本只有三個關卡，2017年3月遊戲演示提交Steam的「青睐之光」，獲得不少玩家的好評，團隊為此擴大遊戲規模。後續的開發，工作室加入了新成員，拉乾和小蜥負責遊戲美術，海綿則負責宣傳等事務。新版遊戲最大的改動是將女主角的2D版本的動作系統改成3D模組，3D模組除了更方便展示角色裝備的各類道具，角色操作也更為流暢。此外，舊版的很多場景也重新編繪，部分有大幅刪減。遊戲音樂由芬蘭樂隊Whispered成員約尼·瓦爾賈卡負責，音樂結合管弦樂和黑暗風格。
2018年8月工作室舉行的遊戲众筹中，工作室提出兩個有台灣元素的開發計劃，分別是以台灣獨有鳥類臺灣藍鵲設計的主角服飾，還有以熱蘭遮城為原型製作的追加下載內容（DLC）「阿薩諾夫」。

## 發行
玻璃心工作室在2017年3月讓遊戲參加Steam的「青睐之光」，并通過玩家投票獲得Steam發行資格，期間遊戲也獲得媒體報道。由此玻璃心工作室萌生了擴大遊戲規模的想法，轉而在2018年於網絡众筹平台嘖嘖上發起众筹，兩個月時間籌集232萬新台幣。玻璃心工作室在众筹時預計遊戲在2019年3月發佈。2020年8月ChinaJoy的F5進取遊戲聯合發表會上，玻璃心工作室和發行商Another Indie發佈遊戲宣傳片，預告遊戲在年內發佈。同年9月10日，正式確定在10月15日同時登陸Steam和任天堂Switch平台。2021年2月4日，玻璃心工作室推出DLC「狩獵之夜」，新增裝備和任務。2021年8月31日，推出DLC「阿薩諾夫」，次日DLC下架。
2023年7月27日，遊戲在Steam和任天堂eShop下架，任天堂eShop僅美國及加拿大地區仍有發售。同年8月10日，玻璃心工作室在社交平台上發文說明下架原因，2021年更新的遊戲篇章《阿薩諾夫》（ASOMROF）源於「FORMOSA」，發行商Neon Doctrine認為FORMOSA一詞違反中國大陸規範，影響到中國發行業務，要求提供「和諧」版本，雙方為此對簿公堂。2024年1月26日，遊戲在Steam重新上架。

## 評價
| 汇总媒体             | 得分   |
| -------------------- | ------ |
| Metacritic           | 75/100 |
| OpenCritic（推荐率） | 80%    |

| 媒体           | 得分   |
| -------------- | ------ |
| IGN            | 8/10   |
| Nintendo Life  | 7/10   |
| 任天堂世界报道 | 8.5/10 |
| TheGamer       | [ 23 ] |
| 3DM            | 8.5/10 |

遊戲在發售前獲得中華民國經濟部舉辦的2017年度數位內容產品獎的「最佳遊戲美術」，入圍台北國際電玩展主辦2018年度獨立遊戲大獎。發售後，獲得2021年度獨立遊戲大獎的最佳美術。遊戲在Steam發售後獲得玩家的極度好評，根據在Metacritic的匯總評分，媒體整體評價以正面为主。
3DM、TheGamer、篝火营地和IGN日本認為遊戲結合了魂系和類銀河戰士惡魔城遊戲兩種風格，篝火营地評論員敛柴轩主指出遊戲儘管比不上同類遊戲中的佼佼者《鹽與聖所》，但是作為工作室的處女作，「整体上素质还算可以」。木野慧悟在IGN日本摘文稱遊戲雖然粗糙，但是戰鬥和探索的設計具有吸引力。TheGamer評論員彼得·格洛戈夫斯基則提到遊戲的魂系風格明顯，但是原創性不足。
評論員對遊戲劇情評價較為負面，木野慧悟表示通關遊戲並沒有什麼難忘的場景。TheGamer和任天堂世界报道都指出遊戲給人的第一印象很差，彼得·格洛戈夫斯基直言遊戲開場平平無奇，給人感覺只是一般的奇幻作品，進程到三分之一才出現自身的特色內容。任天堂世界报道評論員馬丁·霍利斯提到遊戲劇情過於苦澀難懂。3DM評論員贞酒歌則認為主線劇情「明晰」，玩家更容易通關。
遊戲美術獲得正面的評價，敛柴轩主稱讚角色和場景很好地塑造出作品「詭秘」的氣氛，登場角色有著豐富的細節表現，「视觉效果别具一格」。馬丁·霍利斯表示遊戲各個場景美術風格鮮明，具有不同的視覺特色，還使用場景中可破壞的元素、前景構圖、場景天氣變化等方式引導玩家探索前進，怪物種類也多樣。
遊戲任天堂Switch版方面，任天堂世界报道、Nintendo Life和4Gamer.net均批評遊戲的體驗不佳，4Gamer.net編輯本地健太郎批評遊戲的轉換場景載入耗時，甚至會出現假當機的情況，PC版反而沒有這種情況。任天堂世界报道提到首次進入遊戲要耗費一分多鐘的時間。

## 外部連結
- 守夜人：長夜的X（前Twitter）